# Феррарио, Розина
Розина Феррарио (итал. Rosina Ferrario; 28 июля 1888, Милан — 3 июля 1957, Милан) — первая итальянская лётчица и восьмая лётчица в мире, одна из пионеров авиации.

## Биография
Розина Феррарио родилась в состоятельной миланской семье. С детства увлекалась походами в горы и ездой на велосипеде. В июне 1908 года Розина увидела выступления французского авиатора и скульптора Леона Делагранжа в Милане и начала мечтать о небе. Осенью 1910 года девушка была зрительницей соревнований различных самолётов — «Цепь Международных воздушных перевозок». Миланцы залезали даже на крыши домов, чтобы поглазеть на «летающих мужчин». Она так вспоминала об этом событии: «гибкие эволюции моноплана и тяжёлые, но уверенные полёты бипланов на фоне живописной природы. Я бы тоже хотела полететь туда, к небу, быстро и бескорыстно, чтобы наслаждаться сверху красотой бескрайнего горизонта». («Gazzetta dello Sport», 13 января 1913 года).
В июле 1912 Розина Феррарио поступила учиться в авиационную школу в Виццола-Тичино, основанную известным авиаконструктором Джанни Капрони, главой фирмы «Капрони». Школа пользовалась успехом. Шеф-пилотом фирмы «Капрони» был прославленный русский лётчик Харитон Славороссов.
Первая попытка взлёта у Розины прошла неудачно. Самолёт упал на землю и разбился. Девушка осталась невредимой и не сдалась, решив продолжать обучение. По её словам, шум и суета по поводу этого случая были первым сильным волнением, которое она получила в авиации. Выйдя без единой царапины из разбитого самолёта, она сломала левую руку, упав с велосипеда, на котором ездила в лётную школу. Но, несмотря ни на что, Розина постигла тайны полёта и 3 января 1913 года получила лицензию пилота № 203. Девушке пришли поздравления со всей Италии. Известный военный лётчик Карло Мария Пьяцца саркастически написал ей: «Мои самые сердечные поздравления, синьорина, но я предпочел бы авиатрисе женщину, более мудрую, — женщину-мать!». Этот насмешливый комментарий вызвал возмущение феминистской писательницы Лидии Монферрини, написавшей письмо протеста президенту Национальной воздушной лиги. Она выступала против мнения, что «женщине не хватает силы и мужества, необходимых для управления самолётом в воздухе, и что, если в виде исключения женщине даны эти мужество и сила от природы, то этим подавляется её женственность».
Авиаторы были рады приветствовать «коллегу в юбке». 22 января 1913 они дали в Милане банкет в честь Розины.
15 марта Феррарио провела конференцию для Ассоциации «Женщины-Искусство». Лётчица участвовала в различных мероприятиях, авиационных митингах и демонстрационных полётах. 23 апреля 1913 года жители Неаполя были изумлены, когда на них просыпался с неба дождь красных гвоздик, подарок от Розины Феррарио. 23 сентября 1913 она совершила полёт из Милана в Бергамо во время визита короля Виктора Эммануила III.
19 ноября 1913 года она принимала участие в мероприятии в честь столетия со дня рождения Джузеппе Верди. Из-за тумана ей пришлось совершить посадку на кукурузном поле около Буссето. Розина мечтала стать профессиональным лётчиком. 30 марта 1914 года она одна из первых испытывала моноплан Габардини. Позднее она была приглашена в Латинскую Америку для участия в полётах, но не смогла приехать из-за приближающейся Первой мировой войны.
В мае 1915 года Италия вступила в Первую мировую войну. Указом министров было приостановлено использование самолётов гражданской авиации. Романтические порывы молодой лётчицы были пресечены суровой реальностью войны. Розина предложила использовать самолёты для службы Красного Креста — перевозки с фронта раненых. После множества бесплодных запросов в военное министерство, она получила от чиновников лаконичный ответ: «Набор молодых барышень в Королевскую армию не планируется». Так война положила конец её мечтам об авиации. После окончания войны Розина больше не летала, поскольку не признавала самолётов новой конструкции, потерявших по её мнению ауру романтики.
В 1921 году Розина Феррарио вышла замуж за Энрико Грюньола (Grugnola), предпринимателя и альпиниста. Вместе с мужем они открыли отель «Италия» в Милане. Она стала матерью двоих детей — Летиции и Марио — и целиком посвятила себя семье. Её увлечениями остались музыка и альпинизм. С ностальгией вспоминала она героические дни авиации, когда самолёт ещё не был скучным «автобусом в небесах». Регулярно участвовала во встречах первых авиаторов. Была членом Международной авиационной федерации и членом Культурного центра авиации Милана.
Скончалась Розина в 1959 году, похоронена на кладбище в Сесто-Сан-Джованни. На её могиле установлено изображение медали пионеров авиации.
Лётчица была награждена медалью «За заслуги пионеров авиации» Министерства авиации Италии (23 января 1943 года).

## Память
Имя Розины Феррарио присвоено улицам в Милане и в Палермо.
Евгения Славороссова
Розина Феррарио
Девушка в небе, запах бензина,
Это небесная роза – Розина.
Сердце летящего аэроплана,
Милая девочка – гордость Милана.
Первая ласточка в небе весеннем…
Стала бы ты вознесеньем, спасеньем?
Гонки кончаются болью и взрывом…
Лишь в небесах жить возможно счастливым.